# Torrita di Siena
Torrita di Siena ist eine italienische Gemeinde mit 6954 Einwohnern (Stand 31. Dezember 2024) in der Provinz Siena der Region Toskana.

## Geografie

Lage von Torrita di Siena in der Provinz Siena

Torrita di Siena liegt im westlichen Teil des Chiana-Tals (Valdichiana), zirka 40 km südöstlich der Provinzhauptstadt Siena und 80 km südöstlich der Regionalhauptstadt Florenz an der historischen Via Clodia am Teilstück Chiusi–Arezzo. Die Landeshauptstadt Rom liegt ca. 150 km südöstlich. Torrita di Siena liegt in der klimatischen Einordnung italienischer Gemeinden in der Zone D, 1899 GR/G. Wichtige Gewässer im Gemeindegebiet sind die Torrenti Salarco (2 von 15 km im Gemeindegebiet, Flusssystem Arno) und Trove (3 von 16 km im Gemeindegebiet, Flusssystem Ombrone).
Das ca. 10 km südlich gelegene Montefollonico ist der einzige Ortsteil (frazione) von Torrita.
Die Nachbargemeinden sind Cortona (AR), Montepulciano, Pienza, Sinalunga und Trequanda.

## Geschichte

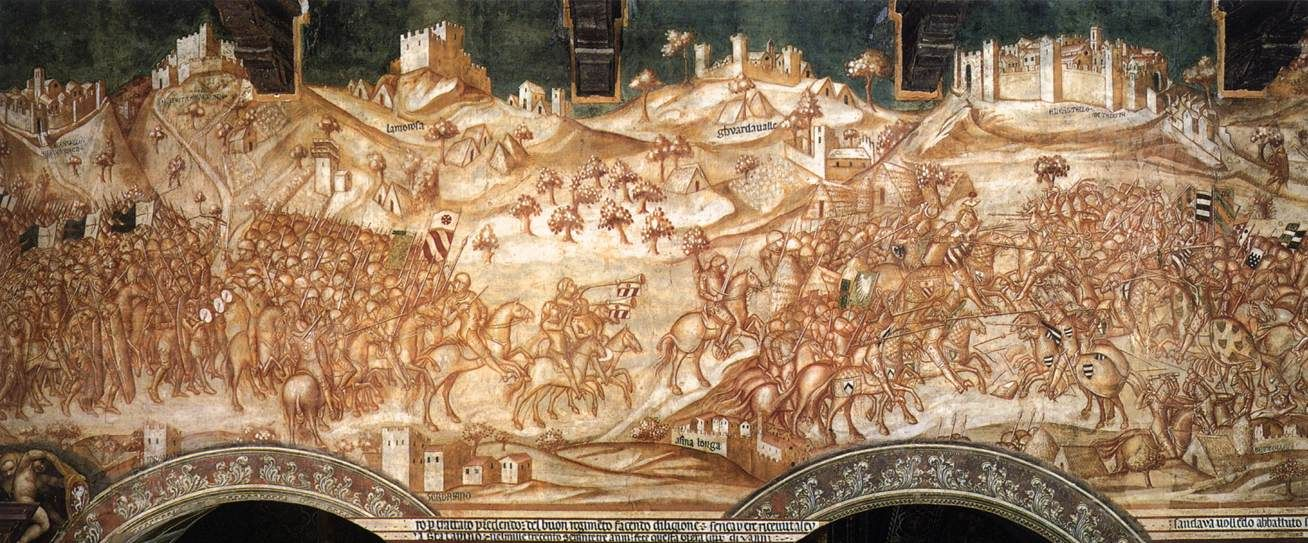
Die Schlacht im Val di Chiana von 1363, Fresko von Lippo Vanni in Siena

Der Name Torrita wird das erste Mal im Codice Amiatino des Klosters San Salvatore di Monte Amiata im Jahr 1037 erwähnt, als es unter Konrad II. zu Gebietsstreitigkeiten um die Pieve Sant’Apollinare in Feroniano kam. Am 2. Mai 1324 wurde dies vom Kloster abermals bestätigt und dem Gebiet von Montefollonico (und damit dem von Torrita) zugeordnet. Die nächste dokumentierte Erwähnung des Ortes erfolgte 1051, als Heinrich III. den Ort als der Abtei Sant’Antimo zugehörig bestätigte. Am 27. August 1210 unterstellte Otto IV. den Ort zusammen mit den Burgen Ripa, Fratta und Bettolle der Familie Cacciaconti, die unter dem Einfluss der Regierung in Siena stand. Der Ort nahm 1260 an der Seite Sienas an der Schlacht bei Montaperti teil und wurde 1288 im Konflikt mit Arezzo stark beschädigt. 1322 wurde der Ort von der Republik Siena besetzt, als Torrita dem in Siena verbannten Deo Tolomei Zuflucht gab. Erst 1342 wurde die Besetzung aufgelöst und dem Ort wieder Vertrauen gegeben. Die Burg diente seitdem der Souveränität und der Verteidigung der Republik Siena (1125–1555) und wurde umgeben von einer Stadtmauer mit Ecktürmen und drei Stadttoren. Das Haupttor Porta Gavina und die Porta a Pago waren bis in die Mitte des 16. Jahrhunderts die einzigen Zugangspunkte, dann wurde auch die Porta a Sole errichtet. Das vierte und größte Stadttor, Porta Nova, ist kein historisches Stadttor, da es erst 1835 eröffnet wurde, um die Verkehrsprobleme (mit den drei zu kleinen Stadttoren) zu lösen. Zudem lag der Ort an für Siena strategisch wichtigen Punkten, so zum Beispiel an der östlichen Außengrenze der Republik, angrenzend an Arezzo, Montepulciano und Perugia, die zeitweise mit dem Erzfeind Florenz alliiert waren. 1358 fand die Battaglia di Torrita statt, in der sich Siena und Perugia gegenüberstanden, und in der Siena unterlag. Bereits fünf Jahre später fand fast am gleichen Ort die Battaglia di Valdichiana statt, die diesmal für Siena unter dem Kommandanten Franco Orsini vorteilhaft ausging. Zu diesem Anlass malte Lippo Vanni das Fresko La battaglia di Valdichiana im Palazzo Pubblico (Sala del Mappamondo) in Siena. Bereits 1383 erlebte der Ort den nächsten Krieg, bei dem Torrita von Baldovino da Panicale (Provinz Perugia) angegriffen und zerstört wurde. Daraufhin wurden die Stadtmauern von 1389 an (bis ca. 1413) von Siena repariert. Diese wurden abermals 1431 stark beschädigt, als Florenz mit Hilfe von Pitigliano und Montepulciano den Ort angriff. Für die Reparaturen wurden die Einwohner bis mindestens 1455 mit Sondersteuern belastet. Der Ort hielt zudem einem Angriff aus Florenz 1477 stand, als Carlo da Montone (Carlo Fortebracci, 1421–1479), ein Sohn von Braccio da Montone, den Ort für Florenz einnehmen wollte. Vier Jahre später wurde Torrita di Siena wiederum von Truppen aus Pitigliano (mit Unterstützung aus Florenz) angegriffen, die in Foiano della Chiana stationiert waren und einen Vorteil aus der politischen Situation in Siena nehmen wollten.
Am Beginn des 16. Jahrhunderts ließ sich der Seneser Herrscher Pandolfo Petrucci in einer Residenz nieder, wahrscheinlich um Montepulciano bzw. dessen Verbündeten Florenz im Auge zu behalten. Die Stadtmauern wurden dann im 16. Jahrhundert von den Senesen während ihres Konfliktes mit Montepulciano von Baldassare Peruzzi ab 1528 ausgebaut. Am 8. Juni 1554 wurde Torrita von Florenz erobert und fiel somit in den Machtbereich der Medici. Dadurch war Siena seiner Kornkammer beraubt. Siena selbst fiel am 25. April 1555 nach mehrmonatiger Belagerung.
Am 7. Juni 2016 vereinbarten Vertreter des Partito Democratico, der in beiden Gemeinden Mehrheitsführer ist, eine Fusion Torritas mit der Nachbargemeinde Montepulciano. Dies wurde in einem Referendum im November 2018 abgelehnt.

## Sehenswürdigkeiten
- Palazzo Comunale, vormals Palazzo Pretorio bzw. Palazzo del Podestà, Rathaus mit Uhrturm (Torre dell’Orologio) am Hauptplatz Piazza Matteotti, zwischen 1210 und 1220 entstanden.
- Porta Gavina, Haupttor der Stadt; neben der Porta a Pago eines der beiden ältesten Tore. Bis in die Mitte des 16. Jahrhunderts hatte das Tor ein Vortor (Anitporto). Wurde im Krieg zwischen Florenz und Siena erheblich beschädigt und bis 1622 repariert, dann im Jahre 1878 restauriert.[6]
- Porta a Pago, Westliches Stadttor und neben der Porta Gavina eines der beiden ältesten Tore.[6]
- Porta a Sole, Östliches Stadttor, entstand in der Mitte des 16. Jahrhunderts (ca. um 1550).[6]
- Porta Nova, Stadttor, das 1835 eröffnet wurde, um die Verkehrsprobleme (mit den drei zu kleinen Stadttoren) zu lösen.[6]
- Teatro Comunale degli Oscuri, Theater im Ortskern, das 1870 eingeweiht und von 1982 bis 1986 renoviert wurde.[11]

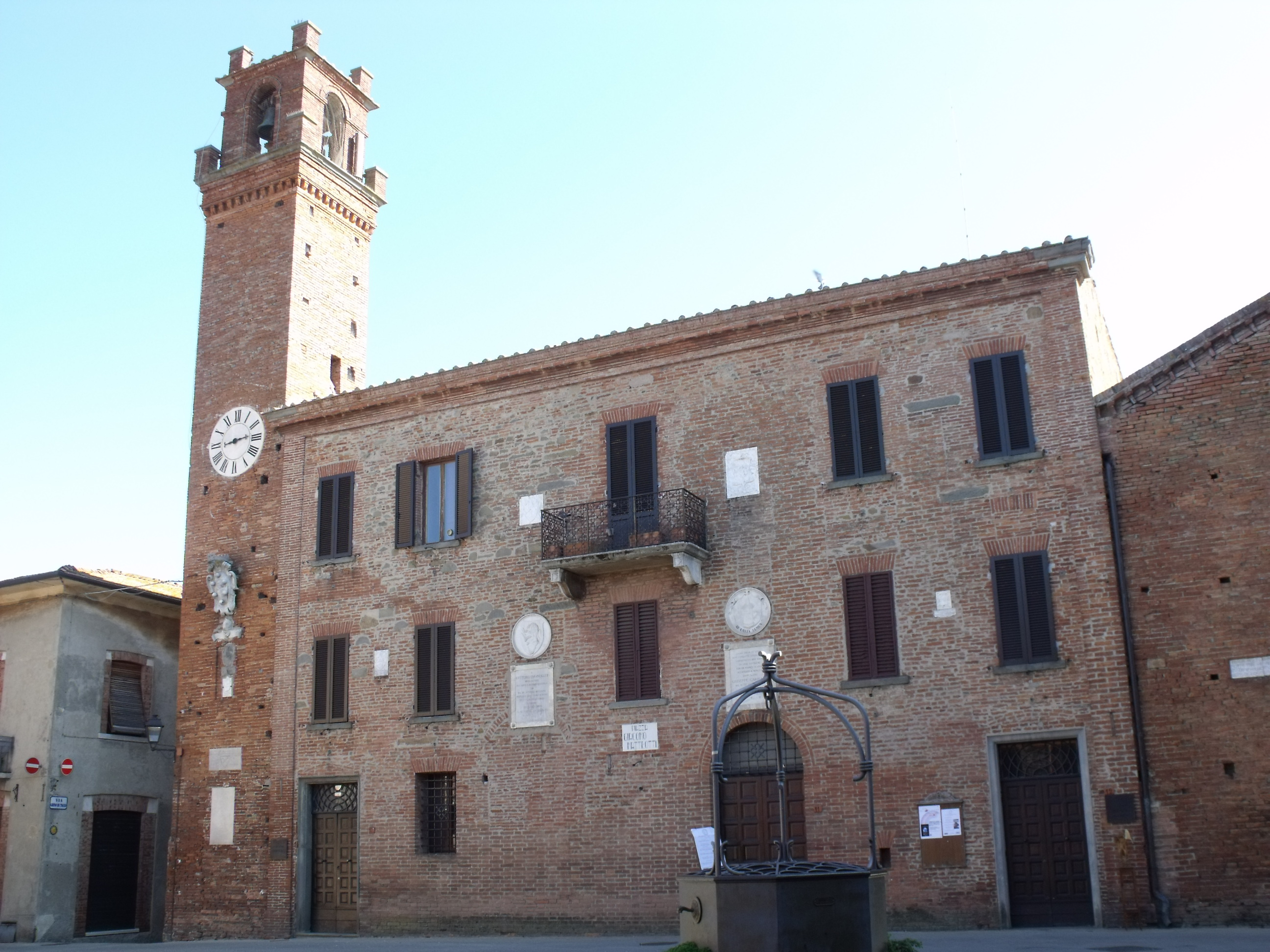
Palazzo Comunale
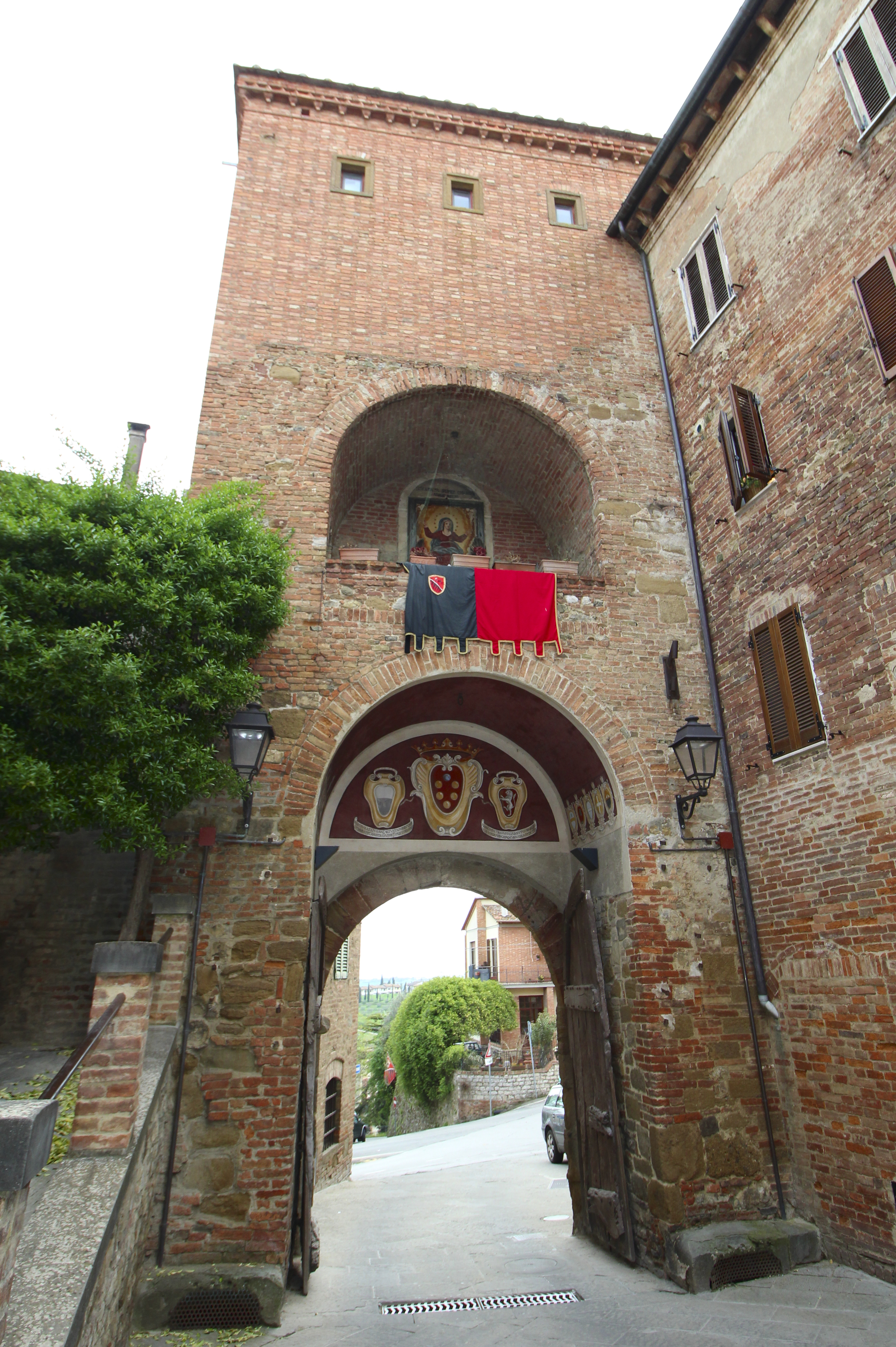
Porta Gavina
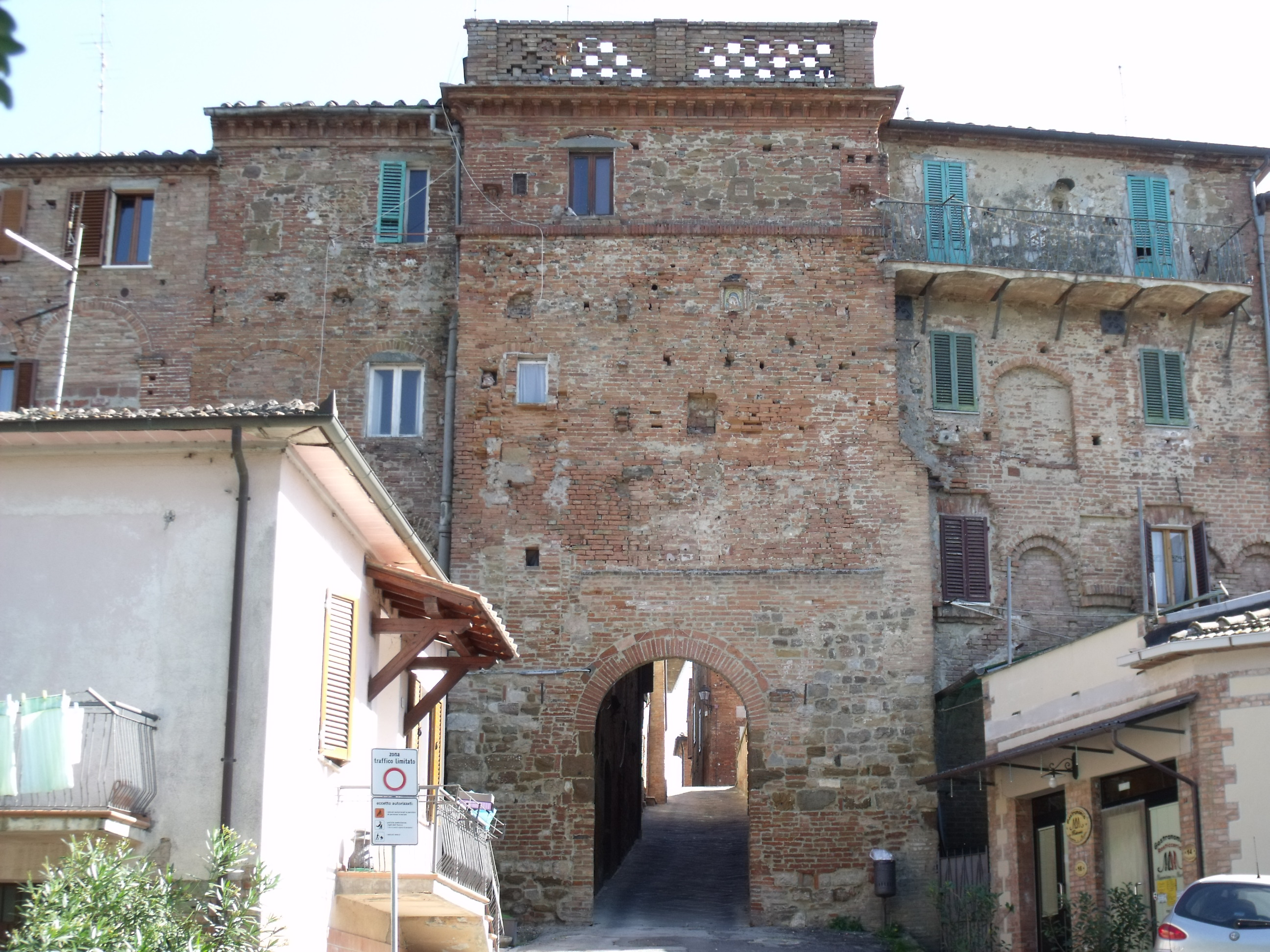
Porta a Pago
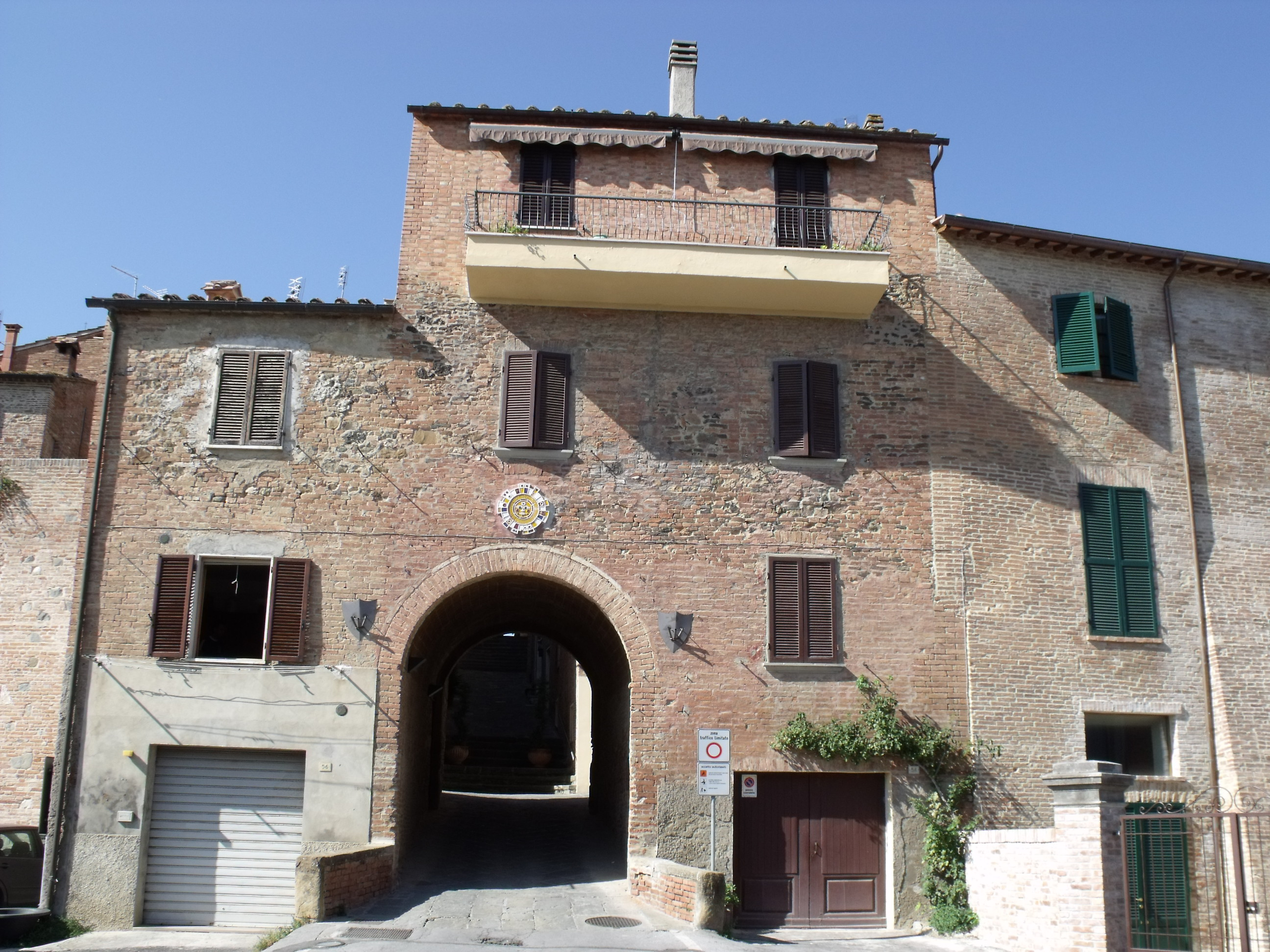
Porta a Sole
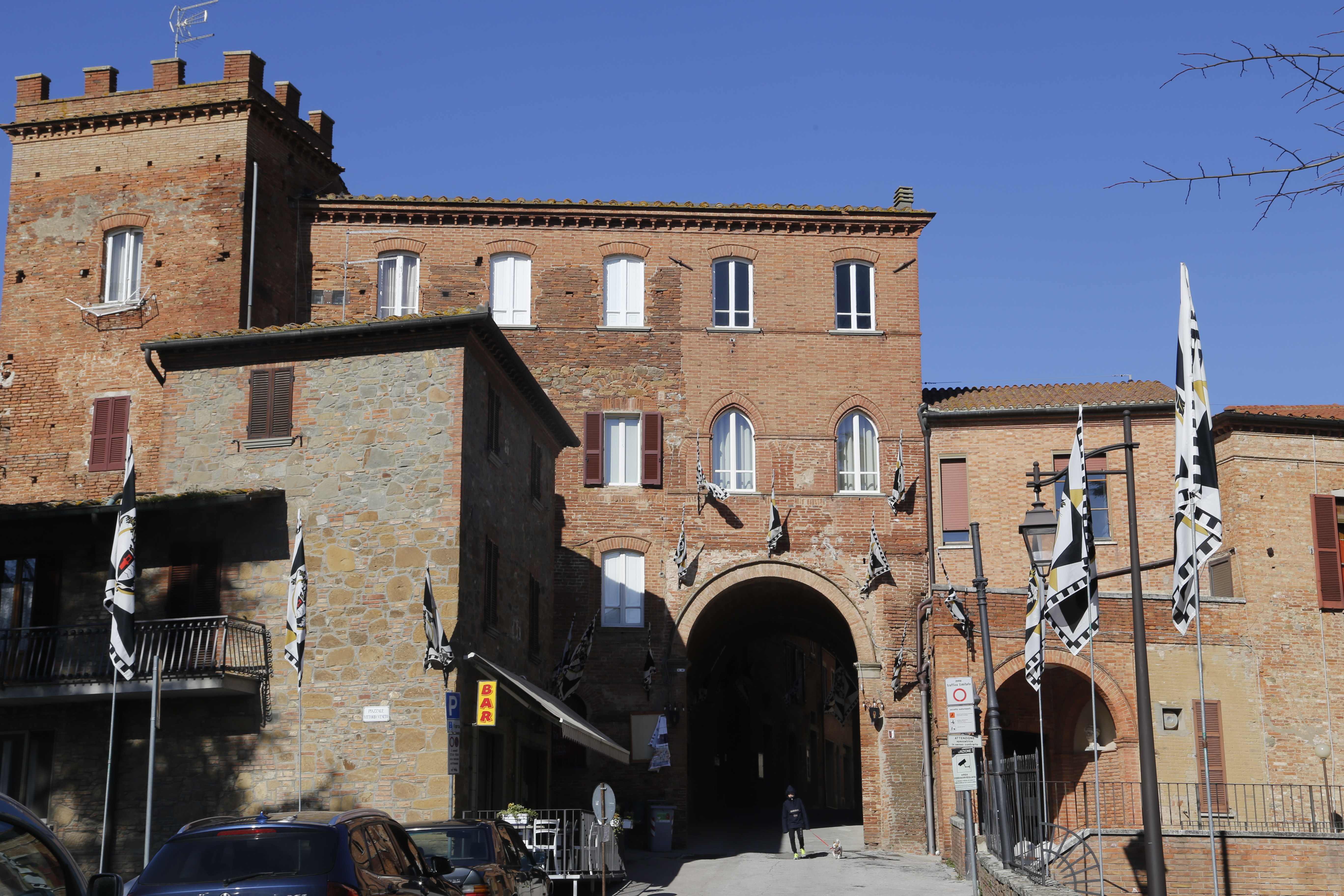
Porta Nova
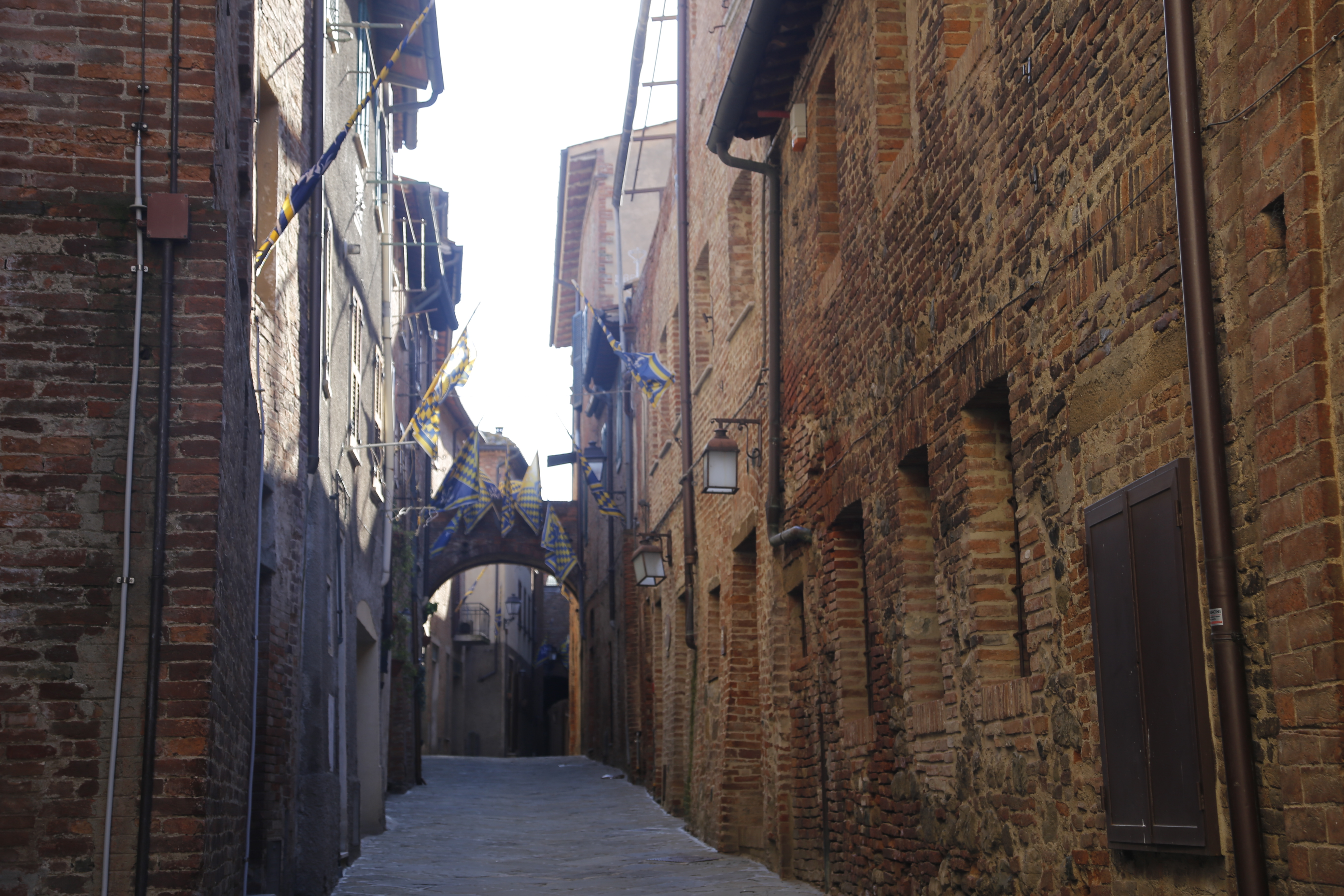
In der Altstadt

### Kirchen

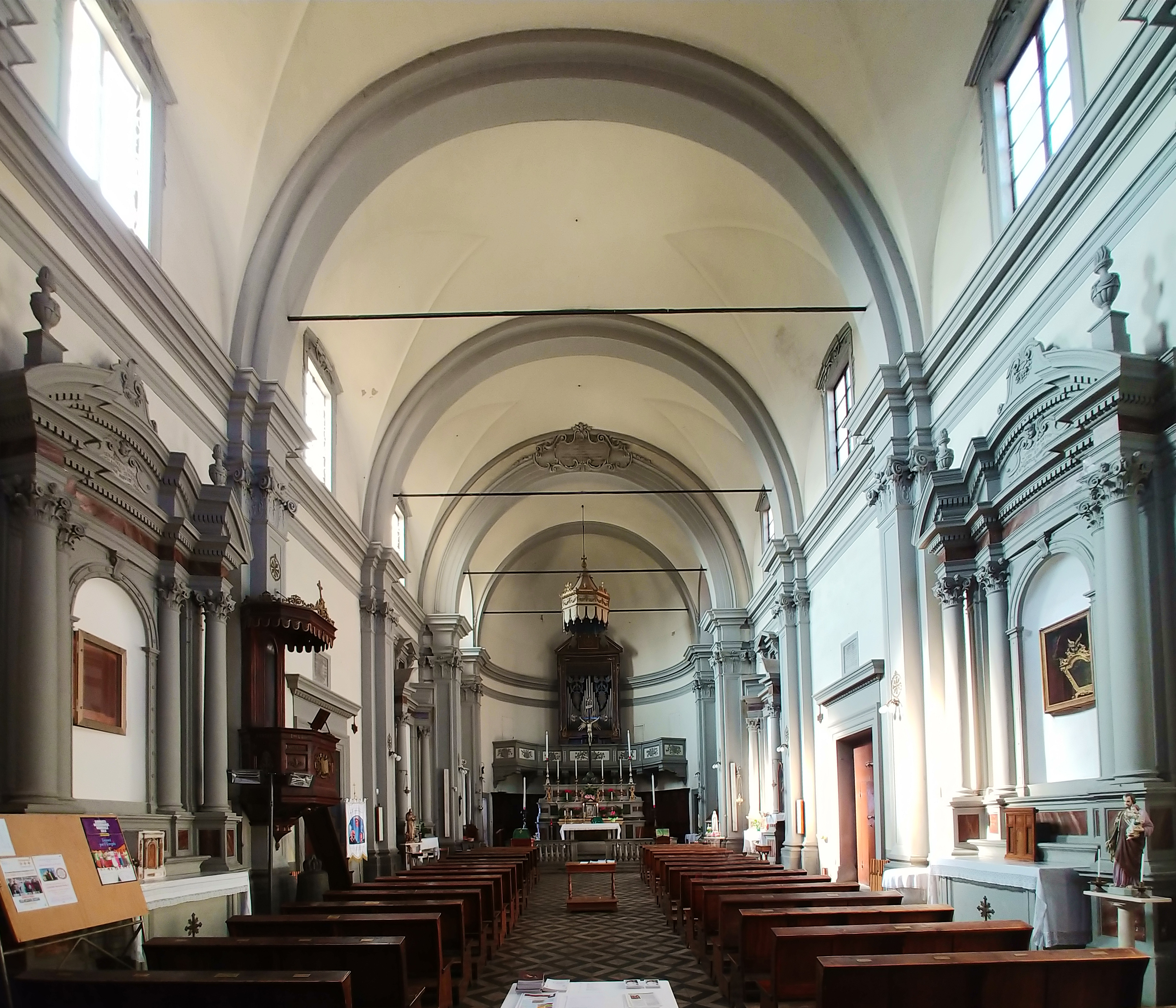
Blick zum Altar der Collegiata

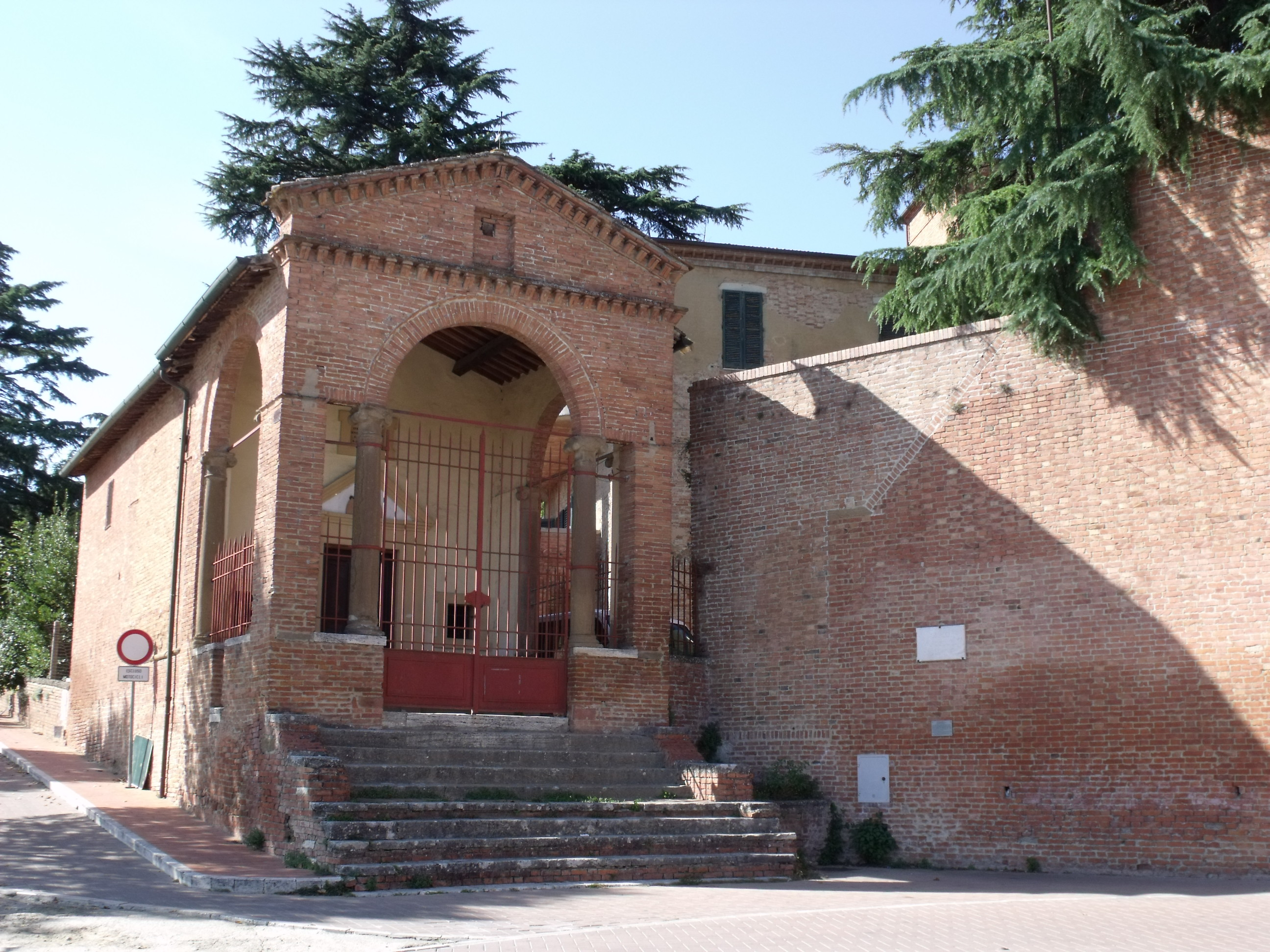
Chiesa della Madonna delle Nevi

- Collegiata dei Santi Martino e Costanzo, 1631 errichtet und 1648 zur Stiftskirche ernannte Kirche im Ortskern. Wurde 1648 und 1789 erweitert.
- Chiesa delle Sante Flora e Lucilla, Kirche am Hauptplatz im Stil der Romanik. Hier befinden sich die Kunstwerke Sangue del Redentore (Donatello zugeschrieben, 1430), L’Annunciazione (1592, Francesco Vanni). Madonna col Bambino, angeli e santi (aus dem Umfeld von Sodoma), Il Presepe von Taddeo di Bartolo, Santi Andrea e Giovanni (Benvenuto di Giovanni, 1497) und Crocifissione (Michele di Matteo, 1444).
- Chiesa di Santa Croce, Kirche im Ortskern aus dem Jahr 1642, enthält das Werk Vergine Assunta adorata dai Santi Carlo Borromeo e Francesco (Il Rustichino zugeschrieben).
- Chiesa della Santissima Annunziata, ehemalige Kirche im Ortskern. Entstand in der Mitte des 16. Jahrhunderts.[8]
- Chiesa della Madonna delle Nevi, 1525 erbaute und in die Stadtmauer integrierte Kirche. Hauptkünstler der Kirche war Girolamo di Benvenuto, der die Fresken Annunciazione, Padre Eterno che invia a Maria lo Spirito Santo, Santi Costanzo e Sebastiano, Santi Flora e Rocco, Assunzione della Vergine e San Tommaso apostolo che riceve la cintola, Salvatore con ai lati Patriarchi e Profeti del Vecchio Testamento, Santi Pietro e Paolo und Sante Flora e Lucilla hinterließ.
- Chiesa della Madonna della Pace, ehemalige Kirche kurz außerhalb der Porta Gavina. Entstand im 16. Jahrhundert.[8]
- Chiesa della Madonna dell’Olivo, 1425 entstandene Kirche außerhalb der Stadtmauern. Entstand auf dem Gelände der Pieve di San Costanzo a Scanello (1037 erwähnt), die aufgrund des Kirchenbaus abgerissen wurde. Der Campanile wurde 1818 hinzugefügt.[8]
- Chiesa della Madonna del Rosario, Kirche nahe dem Bahnhof in Torrita di Siena.[8]
- Chiesa di San Lorenzo a Ciliano, Kirche an der Straße nach Montepulciano.[8]
- Pieve di San Valentino in Casale Ursina, Pieve an der Straße nach Montepulciano. Entstand über einer älteren Kirche, die bereits 714 erwähnt wurde.[8]
- Chiesa della Madonna delle Fonti a Giano, Kirche an der Straße nach Sinalunga, die 1665 entstand. Enthält das 1698 entstandene Leinwandgemälde Santo adorante il Crocifisso von Francesco Franci.[8]

### Der Ortsteil Montefollonico

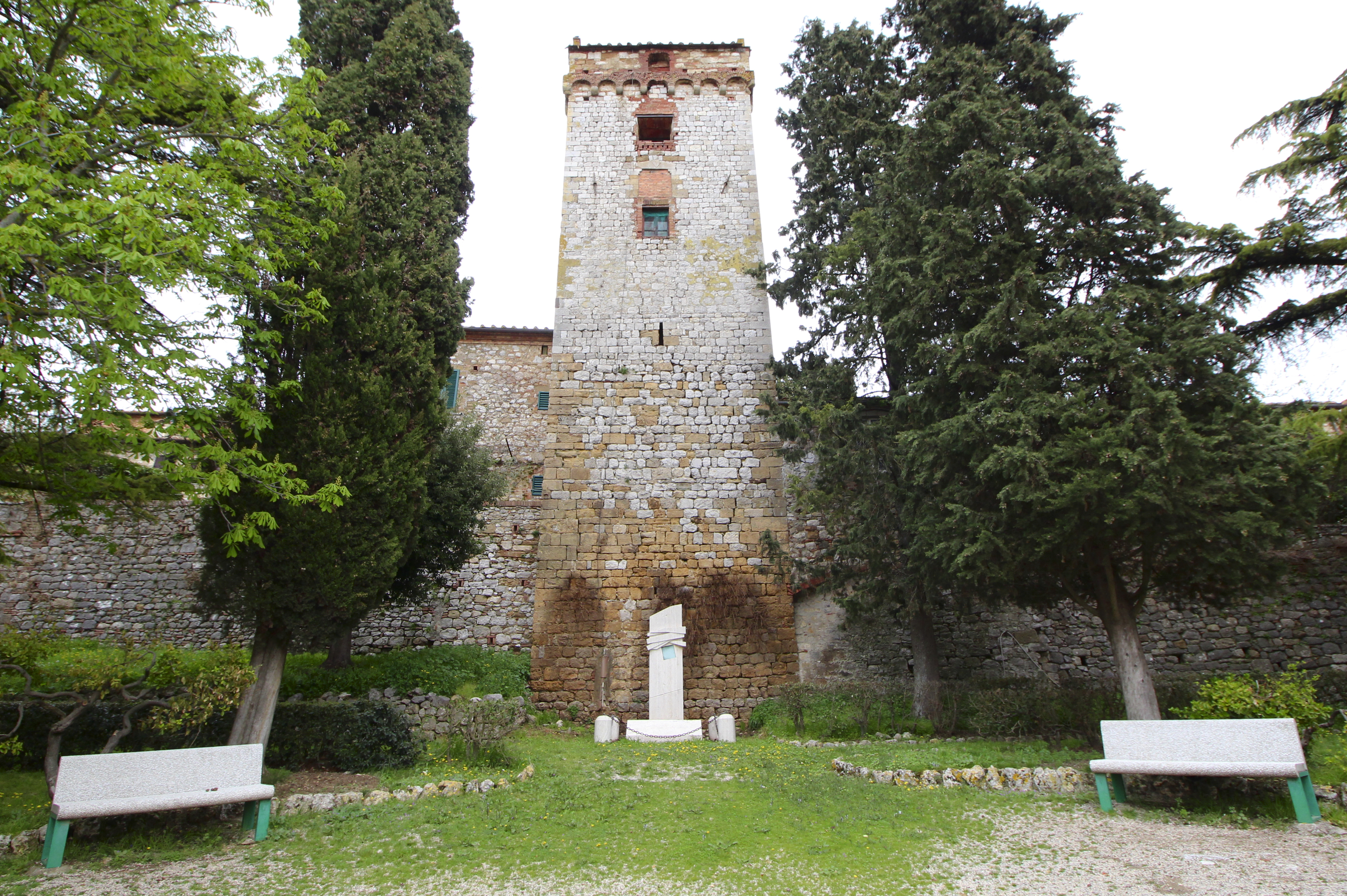
Torre del Cassero in Montefollonico, 1277 erbaut

Einziger Ortsteil von Torrita di Siena ist das ca. 10 km südliche gelegene Örtchen Montefollonico, das von dem Chiana- (nördlich) und dem Orciatal (südlich) umgeben wird. Der Ortsteil wurde vom Touring Club Italiano mit der Bandiera Arancione ausgezeichnet und liegt auf einer Anhöhe (575 m) und somit ca. 250 m höher als der Hauptort Torrita. Der Ortsname entstammt der Tätigkeit der Follatura (Walken) von Wolle. 

### Veranstaltungen

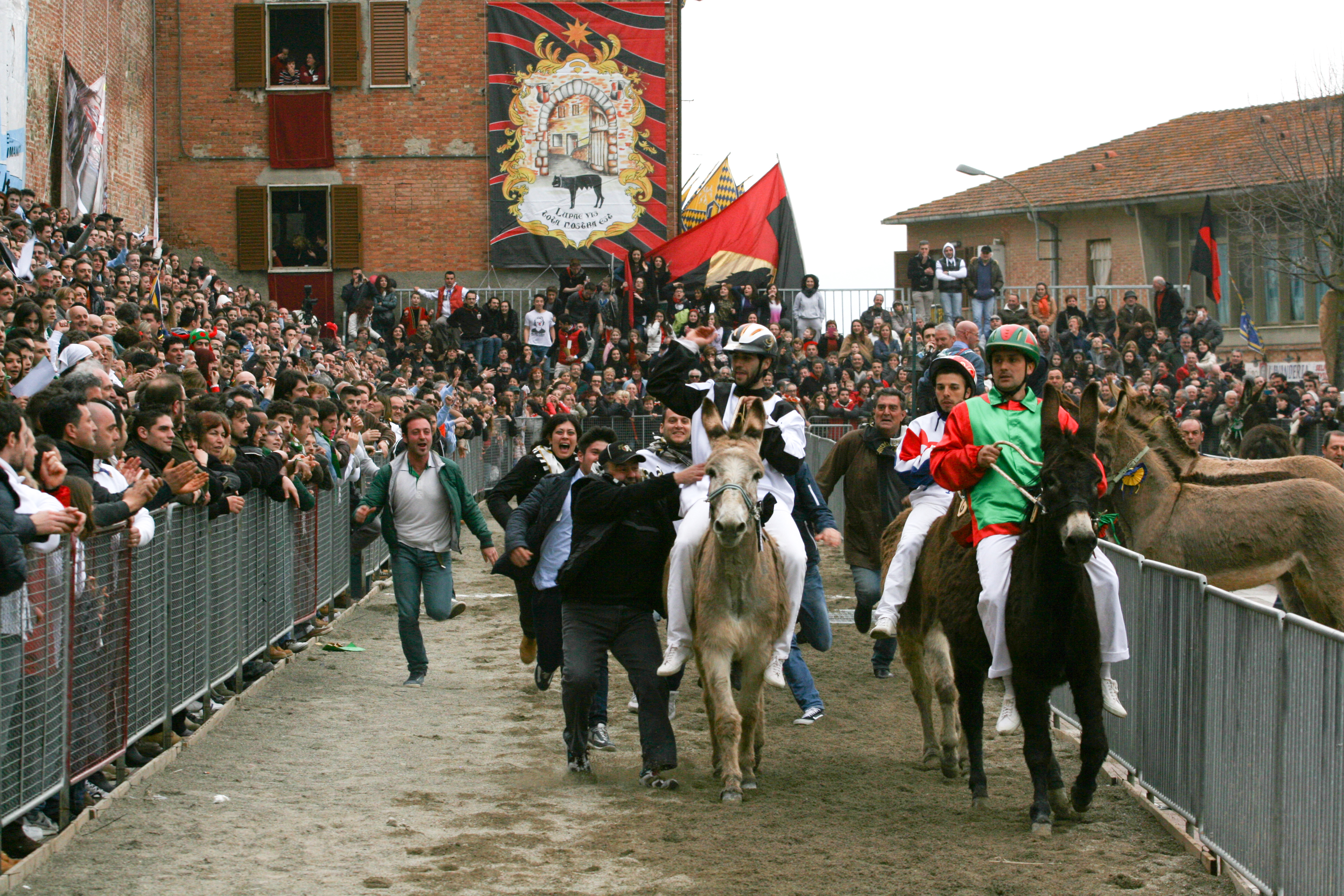
Palio dei Somari, 2013

- Palio dei Somari (dt. etwa: Der Palio der Esel), findet jährlich am Sonntag nach dem 19. März (oder am selbigen Tag, falls dieser ein Sonntag ist) statt. Bei diesem Eselrennen, welches seit 1966 und in Anlehnung an den Palio di Siena durchgeführt wird, treten die 8 Contraden (Stadtteile) gegeneinander an. Daran nehmen die vier Contraden der historischen Altstadt (benannt nach den Stadttoren: Porta a Pago, Porta a Sole, Porta Gavina und Porta Nova) und die vier sich außerhalb der historischen Stadtmauern befindlichen "neuen" Contraden teil: Stazione, Refenero, Fonti a Giano und Cavone. Die Veranstaltung findet an der Piazza Gioco del Pallone kurz außerhalb der Stadtmauern nahe der Kirche Chiesa della Madonna delle Nevi statt. Ähnlich dem Palio von Siena finden auch hier außergewöhnliche Palios zu besonderen Ereignissen statt, allerdings in häufigerer Anzahl, wie z. B. 1976, 1978, 1987, 1992, 1995, 2000 und 2006. Zudem werden sie nachts gelaufen. Im Unterschied zum Seneser Palio findet der Palio dei Somari nur einmal jährlich statt und dies zu einem relativ frühen Zeitpunkt des Jahres.
- Torrita Blues Festival, findet seit 1989 jedes Jahr ca. Ende Juni statt. Es traten bisher unter anderen Künstler wie Canned Heat oder Roy Rogers auf.
- Der Borgo dei libri, ein Büchermarkt, findet jedes Jahr Anfang bis Mitte Mai im historischen Zentrum statt.

## Verkehr
- Torrita di Siena liegt ca. 6 km entfernt vom Autobahnkreuz und der Anschlussstelle Val di Chiana / Bettolle der A1 (Teil der Autostrada del Sole).
- Der Ort liegt zudem an der Verbindungsstraße SS326, die Siena mit der A1 und dem Raccordo Autostradale 6 nach Perugia verbindet. Die Anschlussstelle Sinalunga liegt ca. 7 km von Torrita entfernt.
- Der Haltepunkt Torrita di Siena liegt an der Bahnstrecke Empoli–Siena–Chiusi.

## Söhne und Töchter der Gemeinde
- Jacopo Torriti (Geburts- und Sterbedatum unbekannt), Franziskaner, Maler und Mosaikkünstler

## Persönlichkeiten
Der 2021 in Berlin verstorbene deutsche Verleger Klaus Wagenbach wurde in Torrita di Siena beigesetzt.